# Long Island (Marlborough)
Pour les articles homonymes, voir Long Island (homonymie).
Long Island, en français l'« île longue », également connue sous son nom maori Hamote, est une île des Marlborough Sounds, situé en partie aval de la baie de Tōtaranui, au nord-ouest de l'île Arapaoa, en Nouvelle-Zélande.

## Toponymie
Le nom maori de l'île est Hamote ; le nom anglais est une référence à la forme allongée de l'île et lui a été conféré par le navigateur James Cook en 1770.

## Situation
Long Island est située dans la partie aval de la baie de Tōtaranui, ou « outer Queen Charlotte Sound ». Elle est située à 1,9 kilomètre de l'Île du Sud, un kilomètre et demi de l'île Arapaoa, trois kilomètres et demi de l'île Blumine et 1,4 kilomètre de l'île Motuara.

## Topographie et géologie

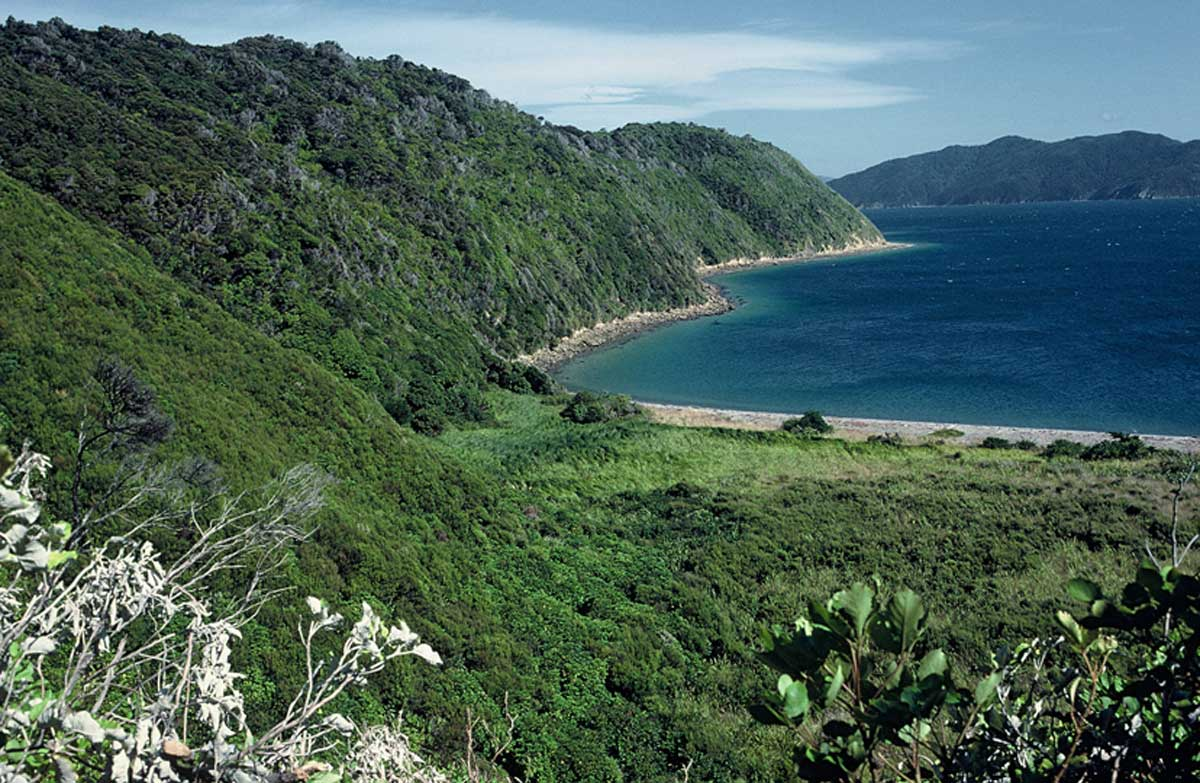
La côte boisée de Long Island.

L'île mesure 116,7 hectares, soit un peu plus d'un kilomètre carré ; mais, comme son nom l'indique, elle est de forme très allongée, mesurant à peu près quatre kilomètres du sud-ouest au nord-est, pour une largeur maximale de trois cents à cinq cents mètres. Son point culminant, sans nom, culmine à 152 mètres d'altitude,.
L'île est prolongée au nord-est par quelques îlots, appelés îles Kokomuhoa.

## Faune et flore
Les kiwis d'Owen sont une espèce endémique vivant sur Long Island avant la colonisation. On trouve également des puffins volages en grand nombre, des râles wékas jusqu'en 1983. Le Miro rubisole n'est pas originellement observé mais se réimplante à partir des années 1980, depuis les îles voisines.

## Histoire
Dès avant la colonisation britannique, l'île était occupée par les Maoris, qui y avaient construit un Pa, c'est-à-dire un village fortifié. L'emplacement de ce dernier a totalement disparu et n'est pas connu avec certitude. En effet, les colons britanniques incendient les forêts pour en faire des pâtures à moutons. Cette conversion est un échec économique et écologique et le site est abandonné dès le début du XXe siècle, la végétation locale se régénérant à partir de cette date.
Malgré la protection mise en place en 1925, des bâtiments sont construits sur Long Island durant la Seconde Guerre mondiale, par précaution contre une éventuelle invasion japonaise.

## Protection du site et réintroductions
Dès 1925, un garde forestier plaide pour que Long Island devienne une réserve naturelle, ce qui est accepté l'année suivante. Les espèces invasives sont éradiquées et les kiwis réintroduits. En 1982, trois kiwis d'Owen sont réintroduits sur Long Island, avec un certain succès : la population est estimée à dix oiseaux en 1995, vingt en 2002, et peut-être cinquante en 2007.
En 1991, plusieurs plongeurs interpellent les autorités sur la décroissance rapide des populations de poissons aux alentours de l'île et se restreignent volontairement de pêcher dans l'attente d'un cadre formel de protection. Après des négociations, le 30 avril 1993, un périmètre d'un quart de mille marin, soit 463 mètres, est créé autour de l'île, ainsi que des îles Kokomuoha ; dans ce périmètre, long de 6,5 kilomètres et couvrant 619 hectares, la pêche et toute forme d'exploitation humaine sont interdites,.
En 2001, la perruche à tête d'or est réintroduite sur Long Island, avec une population initiale de vingt-sept oiseaux ; dès 2007, la population est si importante qu'un cheptel de quarante-cinq individus est prélevé pour effectuer une autre réintroduction. En 2006, une tentative d'introduction de la grenouille de Maud, Leiopelma pakeka, est effectuée. Mais les prédateurs de ces amphibiens sont trop nombreux et la tentative est un semi-échec.
Le créadion rounoir, après une première tentative infructueuse en 2002, est réintroduit dans Long Island en 2005, avec succès bien qu'une visite de contrôle en 2007 montre que certains individus sont malades.
Enfin, le sphenodon, une espèce de reptile endémique la Nouvelle-Zélande, est réintroduite sous forme de dix-sept œufs en 2007 ; mais, l'espèce étant concurrente des râles wékas, ceux-ci sont d'abord transférés dans d'autres îles.